# Monontos niphonicus
Monontos niphonicus är en stekelart som beskrevs av Tohru Uchida 1926. Monontos niphonicus ingår i släktet Monontos och familjen brokparasitsteklar. Inga underarter finns listade i Catalogue of Life.